# Venus recreándose en la música
Venus recreándose en la música es un cuadro del italiano Tiziano. Representa a Venus acostada acariciando un perro y disfrutando de la música de un órgano tañida por un caballero. A través de una ventana se contempla el paisaje del jardín de una villa clásica o renacentista.

## Descripción
Tiziano creó cinco obras dedicadas a alegorías de Venus y la música, todas ellas variaciones sobre el mismo asunto; a veces el caballero tañe un laúd en lugar del órgano, otras en lugar de un perrito aparece Cupido. Pueden verse estas versiones en el propio museo del Prado (Venus recreándose con el Amor y la Música), en la Isla de los Museos de Berlín, el Museo Metropolitano de Arte de Nueva York y el museo Fitzwilliam de Cambridge. Esta es, seguramente, la iniciadora de este motivo tan repetido por el pintor.
Se trata de una escena cargada de erotismo que podría suponer, además, una alegoría de los sentidos siguiendo teorías neoplatónicas, ya que la música y la contemplación proporcionan el conocimiento de la belleza y la armonía universal.
El cuadro fue propiedad del jurisconsulto Francesco Assonica. Los personajes se acercan a retratos, quizá de Francesco y alguna amante. En el resto de la serie las figuras estarán más idealizadas.
Fue comprado por Carlos I de Inglaterra, y llegó a España tras ser adquirido por Luis de Haro en la almoneda del rey inglés para Felipe IV, documentándose en el Real Alcázar de Madrid en 1626.